# Radovan Vlatković
Radovan Vlatković (* 29. Januar 1962 in Zagreb, Jugoslawien) ist ein kroatischer Hornist.

## Werdegang
Vlatković erhielt im Alter von sechs Jahren während eines zweijährigen Aufenthaltes in den Vereinigten Staaten ersten Hornunterricht. Sein Studium absolvierte er zunächst an der Musikhochschule von Zagreb und anschließend an der Nordwestdeutschen Musikakademie in Detmold bei Michael Höltzel.
Von 1982 bis 1990 war er Erster Hornist im Radio-Symphonie-Orchester Berlin (heute Deutsches Symphonie-Orchester Berlin) und verließ das Orchester, um sich seiner solistischen Tätigkeit zu widmen.
Als Solist tritt Vlatković weltweit auf und musizierte mit Orchestern wie unter anderem dem Symphonieorchester des Bayerischen Rundfunks, dem Münchener Kammerorchester, dem Radio-Symphonie-Orchester Berlin, dem London Symphony Orchestra, dem BBC Symphony Orchestra,dem  English Chamber Orchestra, dem Scottish Chamber Orchestra, der Academy of St Martin in the Fields, in Japan mit dem Yomiuri-Nippon-Sinfonieorchester, dem Tokyo Metropolitan Symphony Orchestra und dem NHK-Sinfonieorchester.
Zu seinen Kammermusikpartnern zählen zum Beispiel András Schiff, Heinz Holliger, Klaus Thunemann und Elmar Schmid. Er trat bei zahlreichen Musikfestivals auf, darunter das Lockenhaus Festival, das Marlboro Festival, die Musiktage Mondsee sowie die Festivals in Ittingen und Vicenza sowie Kuhmo, Prades und Prussia Cove. Oft musizierte er auch mit  dem Cherubini-Quartett und dem Endellion Quartett sowie dem Sänger Peter Schreier.
Sein Repertoire umfasst die gesamte Hornmusik vom Barock bis in die Gegenwart. Sein Interesse gilt besonders der zeitgenössischen Musik. Verschiedene Werke wurden eigens für ihn geschrieben. Er spielte Uraufführungen von Elliott Carter, Heinz Holliger, Krzysztof Penderecki und verschiedenen kroatischen Komponisten.
Vlatković lehrte zudem von 1992 bis 1998 als Professor an der Musikhochschule Stuttgart und wurde dann als Ordentlicher Professor für Horn an die Salzburger Universität Mozarteum berufen. Außerdem leitet er als Professor die Cátedra Canon an der Escuela Superior Reina Sofia in Madrid und unterrichtet seit 2006 an der Zürcher Hochschule der Künste. International hielt er regelmäßig Meisterkurse, so zum Beispiel bei der Internationalen Sommerakademie Mozarteum Salzburg, der Royal Academy of Music in London, der Scuola di Musica in Fiesole, der Academica Chigiana in Siena oder dem Conservatorio della Svizzera Italiana in Lugano.
Von 2000 bis 2003 war er Künstlerischer Leiter des Internationalen Maribor-Kammermusikfestivals in Slowenien.
Radovan Vlatković hat sechs Kinder und lebt mit seiner Familie in der Umgebung von Salzburg.

## Auszeichnungen
- 1979: „Premio Ancona“ in Italien[7]
- 1983: 1. Preis Internationaler Musikwettbewerb der ARD in München[7]
- Preisträger beim Internationalen Hornwettbewerb in Liège, Belgien[7]
- Preisträger beim 12. Jugoslawischer Musikwettbewerb[3]
- 2012: Preis der kroatischen Musikindustrie „Porin“ für sein Lebenswerk
- 2014: Ernennung zum Ehrenmitglied der Royal Academy of Music in London[9]
- Preis der deutschen Schallplattenkritik für die Einspielung der Hornkonzerte von Mozart

## Discografie (Auswahl)
Vlatković hat viele Aufnahmen mit Werken für sein Instrument eingespielt: Mozart und Strauss Konzerte mit dem English Chamber Orchestra unter Jeffrey Tate, Werke von Saint-Saëns mit dem Ensemble Orchestral de Paris unter Jean-Jacques Kantorow, die Serenade für Tenor, Horn und Streicher mit Neil Jenkins und dem Oriol Ensemble Berlin, Doppelkonzerte von Leopold Mozart und Fasch mit Herrmann Baumann und Academy of Saint Martin in the Fields unter Iona Brown.
- Wolfgang Amadeus Mozart: Horn Concerto Nos.1–4. Mit dem English Chamber Orchestra, Dirigent: Jeffrey Tate (EMI Classics; 1987)
- Wolfgang Amadeus Mozart:Complete Edition Vol 5 – Serenades, Divertimenti (Philips)
- Wolfgang Amadeus Mozart: Set Your Life To Music – Mozart For Your Modem (Philips)
- Hindemith: Complete Sonatas Vol 4,/ Ensemble Villa Musica, Md&g (Dabringhaus & Grimm) Gold